# Acacia aculeatissima
Acacia aculeatissima é uma espécie de leguminosa do gênero Acacia, pertencente à família Fabaceae.